# Соаонг-Комбе, Жан-Пьер
Жан-Пьер Соаонг-Комбе (фр. Jean-Pierre Sohahong-Kombet; 26 марта 1935, Берберати, регион Мамбере-Кадеи, Убанги-Шари, Французская Экваториальная Африка — 25 января 2017, Санди-Спрингс, штат Джорджия, США) — центральноафриканский дипломат и государственный деятель, министр иностранных дел Центральноафриканской Республики (1981).

## Биография
Родился в бедной семье, с детства проявил упорство в получении образования, став первым уроженцем своей маленькой деревни, получившим высшее образование в столице страны Банги. В 1959 г. окончил Парижский университет со степенью магистра политологии, латыни и греческого языка.
Занимал посты мэра города Берберати, суперинтенданта школ.
В 1962—1965 гг. — посол в США. Затем работал послом в Канаде, Греции, Италии, Швейцарии, Пакистане, КНР и КНДР, Судане и Чаде.
В 1981 г. — министр иностранных дел Центральноафриканской Республики (ЦАР).
В 1989—1994 гг. — вновь посол в США и постоянный представитель ЦАР при ООН.